# آنتونی بیت
آنتونی بِیت (انگلیسی: Anthony Bate؛ ‏ ۳۱ اوت ۱۹۲۷ – ۱۹ ژوئن ۲۰۱۲) هنرپیشه اهل بریتانیا بود.
از فیلم‌ها یا برنامه‌های تلویزیونی که در آن نقش داشته، می‌توان به بینوایان، هیچ‌کجا در آفریقا، سلامم را به برود استریت برسانید، روایت نلی، ترفند، طرح‌ریزی، رویارویی و مجموعه تلویزیونی پوآرو اشاره کرد.